# 馬戶
馬戶，又稱牧戶，即民間養官馬的人家，明洪武六年（1373年）二月，定养马之法，以河北、河南、安徽地區的農民充當養馬戶。
明初有糧僉馬戶和市民馬戶兩種，养马有三种形式：种马、表马、寄养马。養馬戶要保證馬的健壯，否則要全額賠償以至“小民賣田產鬻男女以充其數，苦不可言。”，时称“江南之患粮为最，河北之患马为最。”，於是出現所謂的响马盗。